# Hansjörg Kunze
Hansjörg Kunze (n. 28 decembrie 1959, Rostock, RDG) este un atlet german, medaliat olimpic. A participat la două ediții ale Jocurilor Olimpice (1980, 1988) în care a câștigat o medalie de bronz în proba de 5000 de metri.

## Palmares
| An   | Competiție                      | Locație                     | Loc | Eveniment | Note     |
| ---- | ------------------------------- | --------------------------- | --- | --------- | -------- |
| 1977 | Campionatul European de Juniori | Donețk, Uniunea Sovietică   | 3   | 3000 m    | 8:01,2   |
| 1979 | Cupa Europei                    | Torino, Italia              | 1   | 5000 m    | 14:12,88 |
| 1979 | Cupa Mondială                   | Montréal, Canada            | 4   | 5000 m    | 13:39,8  |
| 1980 | Jocurile Olimpice               | Moscova, Uniunea Sovietică  | 22  | 5000 m    | 3:36,21  |
| 1981 | Cupa Europei                    | Zagreb, Iugoslavia          | 3   | 5000 m    | 13:43,72 |
| 1981 | Cupa Mondială                   | Roma, Italia                | 2   | 5000 m    | 14:08,54 |
| 1982 | Campionatul Mondial de Cros     | Roma, Italia                | 4   | 11,978 km | 34:03    |
| 1982 | Campionatul European            | Atena, Grecia               | 9   | 5000 m    | 13:35,71 |
| 1983 | Campionatul Mondial             | Helsinki, Finlanda          | 3   | 10 000 m  | 28:01,26 |
| 1983 | Cupa Europei                    | Zagreb, Iugoslavia          | 4   | 5000 m    | 13:56,62 |
| 1986 | Campionatul European            | Stuttgart, Germania de Vest | –   | 10 000 m  | NT       |
| 1987 | Campionatul Mondial             | Roma, Italia                | 3   | 10 000 m  | 27:50,37 |
| 1988 | Jocurile Olimpice               | Seul, Coreea de Sud         | 3   | 5000 m    | 13:15,73 |
| 1988 | Jocurile Olimpice               | Seul, Coreea de Sud         | 6   | 10 000 m  | 27:39,35 |
| 1989 | Cupa Europei                    | Gateshead, Marea Britanie   | 5   | 5000 m    | 14:25,59 |